# Không giới hạn - Sasuke Việt Nam
Không giới hạn - Sasuke Việt Nam, hay được biết đến với tên đơn giản hơn là Sasuke Việt Nam, là một chương trình truyền hình về vận động thể thao do Đài Truyền hình Việt Nam sản xuất, được phát sóng trên kênh VTV3 từ ngày 18 tháng 6 năm 2015. Đây là phiên bản Việt Nam của chương trình truyền hình Sasuke đến từ Nhật Bản, với mục đích đề cao tinh thần thi đấu thể thao và rèn luyện sức khỏe. Giống như phiên bản gốc tại Nhật Bản, các thí sinh trong mỗi mùa sẽ phải vượt qua bốn chuỗi thử thách liên hoàn để có thể giành được giải thưởng cao nhất của chương trình.

## Sản xuất

### Lịch sử
Đầu tháng 3 năm 2015, Đài Truyền hình Việt Nam (VTV) công bố đã mua được bản quyền của chương trình truyền hình Nhật Bản Sasuke từ đài truyền hình TBS, với phiên bản Việt hóa được đặt tên là Không giới hạn. Theo chia sẻ của đơn vị sản xuất, Sasuke là trò chơi truyền hình thể thao được đánh giá hấp dẫn nhất, được thực hiện tại hơn 160 quốc gia khác trên thế giới cùng một số lượng lớn thí sinh thử sức mỗi năm.
Sự xuất hiện của Sasuke Việt Nam là kết quả từ thỏa thuận hợp tác giữa VTV và TBS vào năm 2014, trong đó việc mua bản quyền thực hiện trò chơi truyền hình Sasuke đã được nhắc đến. Đại diện TBS kỳ vọng chương trình đã thành công ở nhiều nước trên thế giới sẽ tiếp tục đạt được những thành công tương tự tại Việt Nam. Lễ ra mắt và khởi quay chương trình đã được tổ chức tại Bình Dương vào ngày 26 tháng 4 năm 2015, ngày ghi hình đầu tiên của Sasuke Việt Nam mùa thứ nhất. Chương trình do Ban Sản xuất các chương trình Giải trí, Đài Truyền hình Việt Nam làm đơn vị sản xuất chính.
Vào năm 2020, thông qua fanpage chính thức trên Facebook, mùa thứ 6 của chương trình đã được thông báo tạm dừng tổ chức vì lý do dịch bệnh. Kể từ đó đến nay, chương trình vẫn chưa có kế hoạch tổ chức trở lại.

### Chọn thí sinh
Trước mỗi mùa giải, chương trình sẽ tổ chức vòng loại để tuyển chọn người chơi cho vòng chung kết. Vòng loại được tiến hành theo nhiều đợt, thường tại các địa điểm ở ba thành phố lớn (Hà Nội, Đà Nẵng, Thành phố Hồ Chí Minh) cùng một đợt tuyển bổ sung tại Bình Dương nếu cần. Các thí sinh lọt qua vòng kiểm tra hồ sơ sẽ trải qua một số bài kiểm tra sức khỏe như chống đẩy, lên xà, lật lốp xe và chạy bộ.
Các thí sinh tham gia chương trình được yêu cầu phải từ đủ 18 tuổi trở lên, có điều kiện sức khoẻ tốt để chơi được ở các thử thách. Thí sinh là người nước ngoài cũng được chấp thuận để tham dự cuộc thi. Quá trình vòng loại thường không được phát sóng trên truyền hình, ngoại trừ tập đầu tiên của mùa 5.

### Ghi hình
Toàn bộ các tập phát sóng của chương trình được ghi hình tại khu đô thị Tokyu Bình Dương Garden City thuộc thành phố mới Bình Dương, tỉnh Bình Dương, nơi diễn ra vòng chung kết của Sasuke Việt Nam. Tất cả các buổi ghi hình được tiến hành vào buổi tối cho đến rạng sáng hôm sau, do thời tiết ban ngày nắng nóng tại thời điểm diễn ra cuộc thi. Theo một thống kê từ nhà sản xuất vào năm 2019, ê-kíp đã huy động 19 máy quay để phục vụ việc ghi hình, với 250 người làm việc cùng lúc vào giờ cao điểm.

### Thiết kế

#### Sân khấu
Khu đô thị Tokyu Bình Dương Garden City (thành phố mới Bình Dương, Bình Dương) được chọn làm địa điểm tổ chức vòng chung kết của Không giới hạn - Sasuke Việt Nam. Nói về lý do lựa chọn địa điểm tại Bình Dương, nhà báo Lại Văn Sâm tiết lộ rằng ê-kíp của ông đã thực hiện một chuyến khảo sát trên nhiều đia điểm tại Việt Nam nhằm tìm ra một khu vực đủ lớn để tổ chức được chương trình như ở Nhật Bản, và cuối cùng đã tìm thấy Bình Dương là địa điểm lý tưởng nhất.
Sân khấu chính của chương trình được xây dựng trên một diện tích rộng 20.000 m² theo mô hình chắp nối các chướng ngại vật; trong đó tháp Midoriyama – biểu tượng của chương trình – là mô hình cao nhất trong toàn bộ sân khấu với chiều cao 30,6m. Tất cả thiết bị và hệ thống cơ sở vật chất được nhập khẩu và kiểm duyệt từ Nhật Bản cùng các vật liệu khác được sản xuất trong nước, ước tính có trị giá khoảng 16 tỉ đồng. Đạo diễn chương trình Lại Bắc Hải Đăng cho biết khó khăn lớn nhất của ê-kíp là việc thiết kế hệ thống sân khấu sao cho phù hợp với vật liệu, thời tiết và luật chơi của Việt Nam trước những yêu cầu khắt khe về độ chính xác, an toàn của sân khấu. Anh cũng tiết lộ chương trình từng bị sập sân khấu hơn một lần vì ảnh hưởng của thời tiết và phải chỉnh sửa, dừng ghi hình nhiều lần.

#### Các trò chơi
Các trò chơi tại Sasuke Việt Nam đều yêu cầu người chơi phải có thể lực tốt cùng với sức bền, sự khéo léo, dẻo dai và nhanh nhẹn. Từ ngân hàng trò chơi với gần 100 trò được đơn vị sở hữu bản quyền cung cấp, ê-kíp sản xuất đã lựa chọn cẩn thận những thử thách phù hợp với thể trạng của người Việt Nam, đồng thời thể hiện nét tiêu biểu, đặc trưng nhất của Sasuke. Trên tinh thần giữ nguyên bản các trò chơi ở định dạng gốc, Sasuke Việt Nam cũng có sự khác biệt trong cách kết nối các trò chơi để tạo cảm giác mới lạ cho những người đã theo dõi các phiên bản Sasuke khác. Tất cả các trò chơi đếu được thiết kế dưới sự giám sát và kiểm nghiệm của chuyên gia Nhật Bản, cũng như được tiến hành chơi thử trước khi đưa vào sử dụng chính thức cho cuộc thi.
Tổng cộng có 23 thử thách được giới thiệu trong mùa đầu tiên, trong đó phần leo tháp được coi là chướng ngại lớn và khó nhất của cuộc thi. Ở những mùa tiếp sau, các thử thách được thêm mới, nâng cấp hoặc được sắp xếp lại để tăng tính liên hoàn và độ khó. Nhà báo Lại Văn Sâm từng nhận xét chương trình giống như một tổ hợp thể thao với quy mô lớn và phức tạp.

## Định dạng
Một mùa phát sóng thường bao gồm hai phần. Vòng chung kết là phần chính của chương trình, nơi các thí sinh đã vượt qua vòng loại sẽ tranh tài tại Bình Dương để giành lấy giải thưởng chung cuộc 800 triệu đồng. Giữa vòng chung kết còn có vòng giao hữu quốc tế giữa đội Việt Nam và các đội khách mời đến từ nước ngoài, riêng mùa 3 chỉ có ba đội Việt Nam tham dự.

### Luật chơi chung
Nhìn chung, để giành chiến thắng trong chương trình, các thí sinh cần phải vượt qua cả bốn chuỗi thử thách (gọi là các Stage) với độ khó tăng dần. Trong mỗi chuỗi thử thách, thí sinh cần phải đảm bảo các điều kiện sau:
- Hoàn thành chuỗi thử thách trong thời gian quy định (trừ Stage 3 không tính giờ);[23]
- Không để cơ thể chạm vào nước;
- Không rời khỏi khu vực chơi (thường được đánh dấu bằng làn đường màu đỏ) trong quá trình thi đấu (dù vô tình hay cố ý);
- Không chạm vào các bộ phận nào khác ngoài các phần vật liệu được quy định cho việc vượt qua thử thách (ví dụ như các kết cấu thép dựng lên các trò chơi);
- Bên cạnh đó, trong mỗi thử thách, thí sinh phải tuân thủ một vài quy tắc nhất định (chẳng hạn như không được bám lên các gờ màu đỏ ở "Người nhện nhảy").

### Giải thưởng
Các thí sinh tham gia vào chuỗi thử thách thứ nhất trong vòng chung kết tự chịu toàn bộ chi phí đi lại, ăn ở. Chỉ khi lọt vào các Stage tiếp theo, ban tổ chức sẽ chi trả cho những thí sinh hoàn thành chuỗi thử thách nhanh nhất; càng vào trong số tiền thưởng càng cao. Giải thưởng chung cuộc cho nhà vô địch của cuộc thi là cúp lưu niệm và 800 triệu đồng tiền mặt (mùa đầu tiên là một chiếc xe ô tô Honda CR-V trị giá 1,2 tỷ đồng), biến Sasuke Việt Nam trở thành một trong những chương trình do VTV tự sản xuất với giá trị giải thưởng cao nhất tại thời điểm.
Trong trường hợp có nhiều hơn một thí sinh chinh phục thành công đỉnh Midoriyama ở Stage 4, chỉ có thí sinh hoàn thành nhanh nhất nhận được giải thưởng kể trên.
Kể từ mùa 4, các giải thưởng được trao cho từng tập phát sóng dành cho thí sinh có thành tích tốt nhất trong mỗi một cuộc thi tương ứng (4 triệu đồng ở Stage 1 và 8 triệu đồng ở Stage 2).

## Tổng quan các mùa
| Mùa | Mùa | Thí sinh      | Số tập | Số tập | Phát sóng gốc       | Phát sóng gốc        | Người chiến thắng | TK     |
| Mùa | Mùa | Thí sinh      | Số tập | Số tập | Phát sóng lần đầu   | Phát sóng lần cuối   | Người chiến thắng | TK     |
| --- | --- | ------------- | ------ | ------ | ------------------- | -------------------- | ----------------- | ------ |
|     | 1   | 245           | 20     | 20     | 18 tháng 6 năm 2015 | 29 tháng 10 năm 2015 | Không có          | [ 13 ] |
|     | 2   | 183           | 20     | 20     | 19 tháng 5 năm 2016 | 29 tháng 9 năm 2016  | Lê Văn Thực       | [ 26 ] |
|     | 3   | Chưa xác định | 16     | 16     | 22 tháng 6 năm 2017 | 5 tháng 10 năm 2017  | Không có          | TBA    |
|     | 4   | 160           | 20     | 20     | 18 tháng 8 năm 2018 | 12 tháng 1 năm 2019  | Không có          | [ 27 ] |
|     | 5   | 126           | 20     | 20     | 22 tháng 7 năm 2019 | 2 tháng 12 năm 2019  | Không có          | [ 28 ] |

## Phát sóng
Không giới hạn - Sasuke Việt Nam phát sóng tập đầu tiên vào ngày 18 tháng 6 năm 2015 trên VTV3, mặc dù ban đầu được dự kiến ra mắt trong tháng 9 cùng năm. Trong ba mùa đầu tiên, chương trình được phát sóng vào tối thứ 5 hàng tuần (20:00 ở hai mùa đầu tiên, 20:30 ở mùa thứ ba). Sang mùa 4, Sasuke Việt Nam chuyển sang khung giờ mới vào lúc 12:00 thứ 7, trước khi trở lại khung giờ tối ở mùa 5 vào lúc 20:30 mỗi thứ 2. Ngoài ra, chương trình cũng được phát lại ở một số khung giờ khác trong tuần.
Chương trình cũng đã có một số lần phải tạm dừng phát sóng theo kế hoạch do trùng thời điểm diễn ra các sự kiện đặc biệt. Năm 2018, hai tập của mùa 4 dự kiến lên sóng vào ngày 22 tháng 9 và 6 tháng 10 đã phải dời lại một tuần do trùng thời điểm diễn ra các lễ Quốc tang của Trần Đại Quang và Đỗ Mười.

## Người dẫn chương trình và khách mời bình luận
Mỗi tập phát sóng có ba người dẫn chương trình, hai người ngồi trên một khu vực dành cho bình luận viên được bố trí sẵn trong trường quay và đưa ra những nhận xét, bình luận về phần thi của thí sinh; người còn lại đảm nhận việc giới thiệu các thử thách đầu mỗi tập và phỏng vấn thí sinh. Vị trí bình luận có thể thay đổi qua một số tập với việc có thêm một bình luận viên khách mời (trừ mùa 2 và mùa 3 với thành phần bình luận viên cố định).

### Người dẫn chương trình chính
| Người dẫn chương trình | Mùa      | Mùa      | Mùa      | Mùa      | Mùa      |
| Người dẫn chương trình | 1 (2015) | 2 (2016) | 3 (2017) | 4 (2018) | 5 (2019) |
| ---------------------- | -------- | -------- | -------- | -------- | -------- |
| Nguyên Khang           | ✔️       | ✔️       | ✖        | ✖        | ✖        |
| Lại Văn Sâm            | ✔️       | ✖        | ✖        | ✖        | ✖        |
| Thành Trung            | ✖        | ✔️       | ✔️       | ✔️       | ✔️       |
| Phạm Anh Khoa          | ✖        | ✖        | ✔️       | ✖        | ✖        |
| Quốc Minh              | ✖        | ✖        | ✖        | ✔️       | ✖        |
| Diệp Lâm Anh           | ✔️       | ✔️       | ✖        | ✖        | ✖        |
| Thiều Bảo Trang        | ✖        | ✖        | ✔️       | ✖        | ✖        |
| Tuyền Tăng             | ✖        | ✖        | ✖        | ✔️       | ✖        |
| Hoàng Yến Chibi        | ✖        | ✖        | ✖        | ✖        | ✔️       |

Chú thích: ✔️ Tham gia thường xuyên  Chỉ tham gia trong vai trò khách mời ✖ Không tham gia

### Khách mời bình luận
| - Tập 2-4: Thành Trung - Tập 15, 16: Phan Anh - Tập 1: Ốc Thanh Vân - Tập 2, 12, 13: Miko Lan Trinh - Tập 3: Hồng Phúc - Tập 4: Trương Thảo Nhi - Tập 5: Hải Yến Idol - Tập 6: Cát Tường - Tập 7, 9: Trương Quốc Bảo - Tập 8, 10: Võ Hoàng Yến - Tập 11: Nam Thư - Tập 14: Đinh Hương - Tập 15, 16: Liêu Hà Trinh - Tập 17: Jolie Nguyễn - Tập 18-20: Hương Giang Idol | - Tập 2: Lại Văn Sâm - Tập 3: Hoàng Oanh - Tập 4: Sam - Tập 5, 7: Thanh Hương - Tập 6: Vân Trang - Tập 8: Thiều Bảo Trang - Tập 9: Huỳnh Anh - Tập 10, 12: Nhan Phúc Vinh - Tập 11: Miko Lan Trinh - Tập 13: Hakoota Dũng Hà - Tập 14: Trương Thảo Nhi - Tập 15: Mạc Văn Khoa - Tập 16: Chí Thiện - Tập 17: Hải Yến Idol - Tập 18: Tuyền Mập - Tập 19, 20: Trọng Hiếu |

## Đón nhận
Trang PetroTimes nhận xét Không giới hạn - Sasuke Việt Nam là một game show hấp dẫn, mang tính giải trí cao bởi các chuỗi thử thách mạo hiểm, tiềm ẩn nhiều yếu tố bất ngờ cũng như đem lại tác động tích cực đối với xã hội, giúp chương trình vượt qua giới hạn của một trò chơi truyền hình thông thường. Mặc dù vậy, các báo Người lao động và Lao động thủ đô thời điểm năm 2015 chỉ ra rằng Sasuke Việt Nam chưa đủ sức thuyết phục khán giả bởi các thử thách được đưa ra chưa đủ khó so với các phiên bản khác như American Ninja Warrior. PetroTimes cũng cho rằng việc một số thí sinh là công nhân xây dựng sân khấu có điều kiện tìm hiểu trước các thử thách khiến cho tính bảo mật và sự công bằng giữa các thí sinh bị ảnh hưởng.

## Thí sinh Việt Nam tại các cuộc thi Sasuke quốc tế

### Lê Văn Thực
Với tư cách là quán quân Sasuke Việt Nam 2016, Lê Văn Thực được mời tham dự phần giao hữu American Ninja Warrior: USA vs. The World 4 vào năm 2018 (Sasuke phiên bản Hoa Kỳ) và có tên trong đội Châu Á cùng với ba thành viên khác là Morimoto Yūsuke, Kawaguchi Tomohiro và Yosua Laskaman Zalukhu. Anh được chọn tham gia lượt đầu tiên cho Stage 1, tuy nhiên đã thất bại ở thử thách "Double Dipper".

### Nguyễn Doãn Thọ
Nguyễn Doãn Thọ đã tham gia Sasuke mùa thứ 36 tại Nhật Bản năm 2018, đại diện cho Việt Nam trong danh sách tham dự. Anh đã dừng lại ở thử thách "Tường cong" trong Stage 1.

## Các sự việc xoay quanh chương trình

### Thời tiết xấu làm sập trường quay
Ngày 21 tháng 4 năm 2015, trong quá trình chuẩn bị cho Sasuke Việt Nam mùa thứ nhất, một cơn lốc xoáy đã tấn công vào trường quay và làm cho một phần sân khấu bị sập. Sự cố đã không gây thiệt hại về người, nhưng khiến chương trình phải ngừng ghi hình nhiều lần theo chia sẻ của đạo diễn Lại Bắc Hải Đăng trong một bài báo vào dịp kỷ niệm 5 năm của chương trình.

### Liên quan tới thí sinh
Ngày 26 tháng 4 năm 2020, Nguyễn Phước Huynh (sinh năm 1982, quê Gia Lai), từng là thí sinh Sasuke Việt Nam năm mùa liên tiếp, đã bị Cơ quan Cảnh sát điều tra Công an Thành phố Hồ Chí Minh bắt tam giam về tội lừa đảo chiếm đoạt tài sản.